# ボンベイ・バイシクル・クラブ
ボンベイ・バイシクル・クラブ (Bombay Bicycle Club)は、イギリス・ロンドン出身の4人組インディー・ロックバンドである。バンドでありながら、フォークやエレクトロニカ、ワールドミュージックといった様々なジャンルを融合させた音楽性を持つ。2014年リリースの『So Long See You Tomorrow』で初の全英チャート1位を獲得し、2020年には5作目のアルバム『Everything Else Has Gone Wrong』をリリース。

## メンバー
- ジャック・ステッドマン (Jack Steadman) - リード・ボーカル、ギター、ピアノ
- ジェイミー・マッコール (Jamie MacColl) - ギター
- エド・ナッシュ (Ed Nash) - ベース
- スレン・デ・サラーム (Suren de Saram) - ドラム

## 来歴

### 始まり（2005－06）
ステッドマン、マッコール、サラームの三人は15歳の時に出会い、バンドを結成。何度か改名をした後、インド料理のチェーン店名、ボンベイ・バイシクル・クラブに定着した。2006年の夏に葬儀でナッシュと出会い、バンドに加入。

### 『The Boy I Used to Be』と『How We Are』（2007－08）
2007年2月12日にデビューEP『The Boy I Used to Be』を自身のインディ・レーベル Mmm... Recordsからリリース。
2007年10月22日にはセカンドEP『How We Are』も Mmm... Recordsからリリース。UKインディー・チャートで2位を獲得。

### 『I Had the Blues But I Shook Them Loose』 (2008–09)
2008年6月、メンバー全員は高校を卒業し、音楽に専念できるようになる。
2008年8月4日にはファーストシングル「Evening/Morning」をYoung and Lost Clubからリリース。7月から8月の間、レディング・フェスティバル、T in the Parkフェスティバル、The Edgeフェスティバル、Underageフェスティバルなど数々のフェスの出演を含む、23日間にわたるツアーを果たす。
2008年の終わりにアイランド・レコードとサインし、2009年4月にはシングル「Always Like This」をアイランド・レコードからリリースし、UKシングルチャートで97位にランクイン。
デビューアルバムの『I Had the Blues But I Shook Them Loose』のレコーディングは2008年10月から11月の間に行われ、2009年7月3日にリリース。UKアルバム・チャートで46位を獲得。

### 『Flaws』 (2010–11)
2010年のNMEの最優秀新人賞を獲得。
2010年5月9日、アルバム『Flaws』のリードシングルとなる「Ivy & Gold」をデジタルリリース。BBCラジオ1のプレイリストにも追加されたことから、UKシングルチャートで56位を獲得。
2010年6月には映画エクリプス/トワイライト・サーガのサウンドトラックにボーナストラックとして入る。
2010年7月12日、アルバム『Flaws』をリリースしUKアルバム・チャートで8位を獲得。

### 『A Different Kind of Fix』(2011–12)
2011年8月29日、3枚目となるアルバム『A Different Kind of Fix』をリリース。 このアルバムにはルーシー・ローズもバッキング・ボーカルで参加している。

### 『So Long, See You Tomorrow』(2013–2015)
2014年2月3日に『So Long, See You Tomorrow』をリリース。リリースと共にツアーを開始。
アルバムのサードシングルとなった「Luna」はKONAMIのゲームワールドサッカー ウイニングイレブン 2015のサウンドトラックとしても起用された。Forza Horizon 2にも起用された。
2014年のマーキュリー賞にノミネートされる。
ツアーは2014年12月13日にアールズ・コート・エキシビション・センターにて終える。ピンク・フロイドのメンバーでもあるデヴィッド・ギルモアがゲストとして出演。

### 活動休止とソロ・プロジェクト (2016–2018)
2016年1月29日、ボンベイ・バイシクル・クラブは「10年続けた今、新しいことに挑戦する時が来たと思う」と述べ、活動休止を発表する。
2017年1月27日、ナッシュは元バンドメートであったサラムをドラムに迎え、ソロ・デビュー・アルバム『The Pace Of The Passing』をリリース。
2017年7月14日、ステッドマンはソロ・デビュー・アルバム『God First』をリリース。

### 『Everything Else Has Gone Wrong』(2019–現在)
2019年1月14日、3年間の活動休止を経て、活動の再開を発表する。
2019年8月27日、アルバム『Everything Else Has Gone Wrong』からのファーストシングル、「Eat, Sleep, Wake (Nothing But You)」をリリース。
2019年11月27日、アルバムと同名のセカンドシングル「Everything Else Has Gone Wrong」をリリース。
2019年12月19日、サードシングルの「Racing Stripes」をリリース。
2020年1月17日、5枚目となるアルバム『Everything Else Has Gone Wrong』をリリース。

## ディスコグラフィー

### アルバム
| 年                                        | タイトル                               | アルバム詳細                                                                                      | チャート最高位 | チャート最高位 | チャート最高位 | チャート最高位 | チャート最高位 | チャート最高位 | チャート最高位 | チャート最高位 | チャート最高位 | 認定           |
| 年                                        | タイトル                               | アルバム詳細                                                                                      | UK             | AUS            | AUT            | BEL            | GER            | IRE            | NLD            | SCO            | US             | 認定           |
| ----------------------------------------- | -------------------------------------- | ------------------------------------------------------------------------------------------------- | -------------- | -------------- | -------------- | -------------- | -------------- | -------------- | -------------- | -------------- | -------------- | -------------- |
| 2009                                      | I Had the Blues But I Shook Them Loose | - 発売日: 2009年7月3日 - レーベル: Island - フォーマット: CD, digital download                    | 46             | —              | —              | —              | —              | —              | —              | 85             | —              | - UK: ゴールド |
| 2010                                      | Flaws                                  | - 発売日: 2010年7月9日 - レーベル: Island - フォーマット: CD, digital download                    | 8              | —              | —              | —              | —              | 95             | —              | 14             | —              | - UK: ゴールド |
| 2011                                      | A Different Kind of Fix                | - 発売日: 2011年8月26日 - レーベル: Island - フォーマット: CD, digital download - 全英売上: 8万枚 | 6              | —              | 65             | —              | 84             | 18             | —              | 8              | —              | - UK: ゴールド |
| 2014                                      | So Long, See You Tomorrow              | - 発売日: 2014年2月3日 - レーベル: Island - フォーマット: CD, digital download                    | 1              | 36             | —              | 95             | 78             | 8              | 74             | 2              | 101            | - UK: ゴールド |
| 2020                                      | Everything Else Has Gone Wrong         | - 発売日: 2020年1月17日 - レーベル: Island - フォーマット: CD, digital download                   | —              | —              | —              | —              | —              | —              | —              | —              | —              | —              |
| 2023                                      | My Big Day                             | - 発売日: 2023年10月20日 - レーベル: Island - フォーマット: CD, digital download                  | —              | —              | —              | —              | —              | —              | —              | —              | —              | —              |
| "—"は未発売またはチャート圏外を意味する。 |                                        |                                                                                                   |                |                |                |                |                |                |                |                |                |                |

### EP
- The Boy I Used to Be (2007年)
- How We Are (2007年)
- iTunes Festival: London 2010 (2010年)